# CLM P1/01
CLM P1/01 (旧称:ロータス・CLM P1/01) は、ドイツのレーシングチームであるコデワ（チーム名「バイコレス」（ByKolles））がFIA 世界耐久選手権のル・マン・プロトタイプ（LMP）1クラス参戦の為に、2014年に製作したプロトタイプレーシングカー。2014年は『ロータス・CLM P1/01』の名称で参戦していたが、ロータス社とコデワとの契約が終了したため、2015年はロータスのスポンサー名を外した『CLM P1/01』の名称で参戦した。車名に含まれている " CLM " の由来は、ケータハム・ル・マン (Caterham Le Mans) から来ている。2016年まではエンジンにAER製P60を使用していたが、2017年シーズンから2018年シーズンまでは、日産・GT-R LM NISMOのVRX 30A Evoを使用していた。2019年シーズンよりギブソン・テクノロジーのGL458を使用した。

## 概要
2013年に参戦したロータス・T128の後継車に当たる。ただし、ロータス・T128はLMP2カーだったのに対し、CLM P1/01はLMP1カーとなりステップアップしている。当初は、『T129』の車名で開発が進められていた。
2014年のル・マン24時間レースには間に合わず、第4戦COTAからの参戦となった。